# Paris Underground
Paris Underground (bra: Paris Subterrâneo) é um filme norte-americano de 1945, do gênero drama de guerra, dirigido por Gregory Ratoff, com roteiro de Boris Ingster e Gertrude Purcell baseado no livro Paris-Underground, de Etta Shiber, cujas atividades permitiram a fuga de quase 300 pilotos aliados da Segunda Guerra Mundial

## Sinopse
Segunda Guerra Mundial. A americana Kitty de Mornay e a inglesa Emmeline Quayle ficam ilhadas quando Paris é invadida por Hitler. Elas, então, juntam forças para conseguir que 259 pilotos Aliados fujam para a França Livre. Após matar um agente da Gestapo, as duas são presas e torturadas, mas são libertadas pelas tropas da Resistência Francesa.

## Prêmios e indicações
| Prêmio     | Categoria            | Recipiente(s)     | Situação |
| ---------- | -------------------- | ----------------- | -------- |
| Oscar 1946 | Melhor trilha sonora | Alexander Tansman | Indicado |

## Elenco
| Ator/Atriz            | Personagem             |
| --------------------- | ---------------------- |
| Constance Bennett     | Kitty de Mornay        |
| Gracie Fields         | Emmeline Quayle        |
| George Rigaud         | André de Mornay        |
| Kurt Kreuger          | Capitão Kurt von Weber |
| Leslie Vincent        | Tenente William Gray   |
| Charles Andre         | Padre Dominique        |
| Eily Malyon           | Madame Martin          |
| Vladimir Sokoloff     | Agente funerário       |
| Richard Ryen          | Monsenhor Renard       |
| Gregory Gaye          | Tissier                |
| Maurice Cass          | Um patriota            |
| Adrienne D'Ambricourt | Margot                 |
| Andrew V. McLaglen    | Sargento McNair        |